# Calophasia senescens
Calophasia senescens là một loài bướm đêm trong họ Noctuidae.